# Kang Mi-na
Kang Mi-na (hangul: 강미나; Icheon, Gyeonggi, 4 de diciembre de 1999), más conocida por su nombre artístico Mina (미나), es una cantante, rapera, bailarina y actriz surcoreana, conocida por haber sido miembro de los grupos femeninos surcoreanos I.O.I y Gugudan.

## Biografía
Se graduó del "Seoul Performing Arts High School" en el departamento de danza práctica.Es chef coreana licencia, una mixóloga/bartender con licencia, una letrista, cantante, rapera, bailarina y actriz.

## Carrera
Es miembro de la agencia "Jellyfish Entertainment".   Previamente fue miembro de la agencia "YMC Entertainment".

### Música
El 4 de mayo de 2016 debutó como miembro del grupo I.O.I, junto a Nayoung, Chungha, Sejeong, Chaeyeon, Kyulkyung (Jieqiong), Sohye, Yeonjung, Yoojung, Doyeon y Somi hasta el el 31 de enero de 2017 después de que el grupo se disolviera oficialmente. El grupo fue formado por "CJ E&M" a través del reality show de Mnet, Produce 101 en 2016.
El 28 de junio de 2016 debutó con el grupo surcoreano Gugudan, junto a Mimi, Hana, Haebin, Nayoung, Sejeong, Sally, Soyee y Hyeyeon. En el grupo Mina fue sub-vocalista, rapera y bailarina principal. El grupo se disolvió el 31 de diciembre de 2020.
Mina también fue miembro de la subunidad "Gugudan 5959" junto a Hyeyeon y "Gugudan Semina" junto a Sejeong y Nayoung.

### Televisión
En octubre de 2017 se unió al elenco recurrente de la serie 20th Century Boy and Girl, donde interpretó a la estudiante Sa Jin-jin de joven.
El 16 de diciembre del mismo año se unió al elenco principal de la miniserie de un episodio History of Walking Upright, donde dio vida a Mina, una estudiante con súperpoderes a quien no le interesa mucho usarlos hasta que conoce a Jongmin (Byun Woo-suk).
En 2018 se unió como co-presentadora del programa de música Show! Music Core junto a Ong Seong-wu de Wanna One y Mark de NCT.
En mayo del mismo año se anunció que se había unido al elenco de la serie Gyeryong Fairy Tale (también conocida como "Mama Fairy And The Woodcutter") donde dará vida a Jeom Sooni.
En agosto del mismo año se anunció que se uniría al elenco de la película web Dokgo Rewind.
El 13 de julio de 2019 se unió al elenco recurrente de la serie Hotel Del Luna donde dio vida a Yoo Na, una joven inteligente y energética, hasta el final de la serie el 1 de septiembre del mismo año.
El 30 de marzo de 2021 se unió al elenco de la serie Summer Guys donde interpretó a Oh Jin Dal-rae, hasta el final de la serie el 28 de abril del mismo año.
En diciembre del mismo año se unirá al elenco de la serie Moonshine (también conocida como "When Flowers Bloom, I Think of the Moon") donde dará vida a Han Ae-jin, la una hija mimada pero brutalmente honesta de la nobleza que siempre se ha salido con la suya con las cosas.
En 2022 se unirá al elenco de la serie Minamdang donde interpretará a Nam Hye-joon, la hermana menor de Nam Han-joon, una joven con una personalidad despreocupada y tranquila, odia la injusticia y a las personas que actúan de manera grosera.

## Filmografía

### Series de televisión

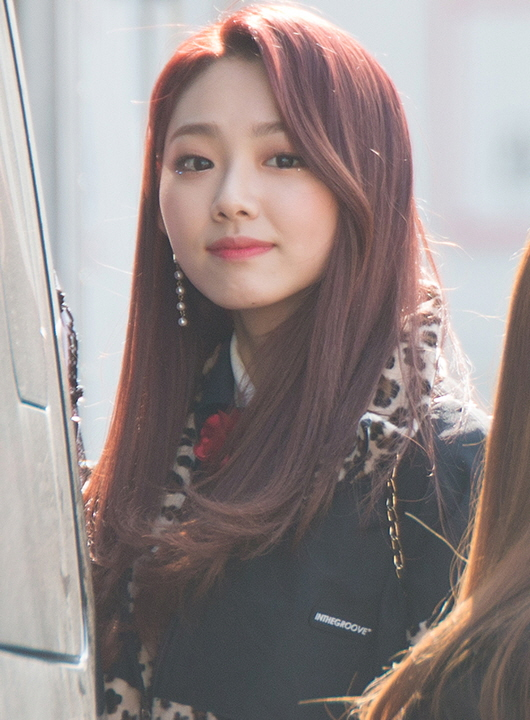
Mina en marzo del 2018.

| Año     | Título                     | Personaje             | Notas                         | Ref.          |
| ------- | -------------------------- | --------------------- | ----------------------------- | ------------- |
| 2017    | 20th Century Boy and Girl  | Sa Jin-jin (de joven) |                               |               |
| 2017    | History of Walking Upright | Mina                  | ep. #1                        |               |
| 2018    | Gyeryong Fairy Tale        | Jeom Sooni            | 16 episodios                  |               |
| 2019    | Hotel Del Luna             | Yoo Na                | 16 episodios                  |               |
| 2021    | Summer Guys                | Oh Jin Dal-rae        | 10 episodios                  | [ 26 ]        |
| 2021    | My Roommate Is a Gumiho    | Choi Jin-ah           | ep. #8 - (aparición especial) | [ 27 ] [ 28 ] |
| 2021-22 | Moonshine                  | Han Ae-jin            |                               | [ 29 ]        |
| 2022    | Minamdang                  | Nam Hye-joon          |                               |               |
| 2023-24 | De vuelta en Samdal-ri     | Cho Hae-dal           |                               | [ 30 ] [ 31 ] |

### Películas
| Año  | Título       | Personaje    | Notas                                          |
| ---- | ------------ | ------------ | ---------------------------------------------- |
| 2018 | Dokgo Rewind | Kim Hyun-sun | junto a Oh Se-hun, Ahn Bo-hyun y Cho Byung-kyu |

### Presentadora
| Año | Programa         | Notas                                                              |
| --- | ---------------- | ------------------------------------------------------------------ |
| 16 de febrero de 2019 - 30 de mayo de 2020 19 de enero de 2019 – 9 de febrero de 2019 29 de septiembre de 2018 – 12 de enero de 2019 24 de febrero de 2018 – 22 de septiembre de 2018 | Show! Music Core | junto a Chani e Hyunjin - junto a Mark junto a Ong Seong-wu y Mark |

### Programas de variedades
| Año        | Título                                    | Notas                                                                                        |
| ---------- | ----------------------------------------- | -------------------------------------------------------------------------------------------- |
| 2019       | 5 Bros (괴팍한5형제)                      | (ep. #1) - invitada                                                                          |
| 2017, 2019 | Happy Together                            | invitada - junto a P.O, Jung Dong-hwan y Bae Hae-sun 2 episodios - (Ep. #513-514) - invitada |
| 2019       | Law of the Jungle in Lost Jungle & Island | (ep. #363-367) - miembro                                                                     |
| 2018       | Battle Trip                               | participante - junto a Choi Yoo-jung                                                         |
| 2018       | Running Man                               | Ep. #389 - invitada                                                                          |
| 2018       | Night Goblin                              | Ep. #23 - invitada - junto a Sejeong                                                         |
| 2018       | Idol Star Athletics Championships         | participante - junto a gugudan                                                               |
| 2018       | Hello Counselor                           | Ep. #352 - invitada - junto a Hana                                                           |
| 2017       | Saturday Night Live Korea                 | Ep. #177 - invitada - junto a gugudan                                                        |
| 2016       | Strong Man                                | invitada - junto a Sejeong                                                                   |
| 2016       | Girls Who Eat Well                        | invitada                                                                                     |
| 2016       | Produce 101                               | concursante                                                                                  |

### Videos musicales
| Año  | Grupo   | Canción           | Notas                        |
| ---- | ------- | ----------------- | ---------------------------- |
| 2017 | HONEYST | "Someone to Love" | apareció en el video musical |

### Anuncios
| Año             | Título            | Notas                 |
| --------------- | ----------------- | --------------------- |
| 2020 - presente | Papa John's Korea | junto a Henry Lau     |
| 2019            | Lilybyred         | junto a Kwon Hyun-bin |

### Endorsos
| Año             | Marca | Notas                        |
| --------------- | ----- | ---------------------------- |
| 2020 - presente | Mac   | modelo para la marca en Asia |

## Premios y nominaciones
| Año  | Categoría                     | Premio                       | Trabajo nominado | Resultado |
| ---- | ----------------------------- | ---------------------------- | ---------------- | --------- |
| 2018 | Rookie Award for Music & Talk | 18th MBC Entertainment Award | Show! Music Core | Ganó      |